# Tesseranthelia chesterfieldensis
Tesseranthelia chesterfieldensis is een zachte koraalsoort uit de familie Clavulariidae. De koraalsoort komt uit het geslacht Tesseranthelia. Tesseranthelia chesterfieldensis werd in 1986 voor het eerst wetenschappelijk beschreven door d'Hondt. 